# مقر شنيف
مقر شنيف قرية سعودية، تتبع مركز حفر كشب التابعة لمحافظة الطائف في منطقة مكة المكرمة. تقع في شمال شرق الطائف، وتبعد عنها قرابة 200 كم.

## القرية
تبعد القرية عن المركز 21 كيلو متر بإتجاه الجنوب، نوع الطريق أسفلت. خدمات التعليم:  ومدرسة مقر شنيف الثانويه(بنين). يوجد في القرية مركز رعاية صحية أولية.تبعد عن الطائف قرابة ال 200 كيلومتر 